# Cappie Pondexter
Cappie Marie Pondexter (ur. 7 stycznia 1983 w Oceanside) – amerykańska koszykarka, występująca na pozycji obrońcy, dwukrotna mistrzyni WNBA z Phoenix Mercury w latach 2007 i 2009. Mistrzyni olimpijska z Pekinu.

## College
Pondexter spędziła cztery lata na uczelni Rutgers. Za pierwszy sezon została wybrana Debiutantką Roku konferencji Big East. Przez cztery lata swojej gry w barwach Scarlet Knights była wybierana do pierwszej piątki konferencji, a w 2006 roku została wybrana Zawodniczką Roku Big East. Zdobywała w tym sezonie średnio 21,4 punktu, 4,2 zbiórki, 3,4 asysty i 1,6 przechwytu na mecz.

## Kariera profesjonalna

### WNBA
W drafcie 2006 Pondexter została wybrana z 2. numerem przez Phoenix Mercury. Już w swoim pierwszym sezonie została wybrana do Meczu Gwiazd WNBA. Dostała się też do pierwszej drużyny debiutantek, a w głosowaniu na WNBA Rookie of the Year zajęła drugie miejsce, po Seimone Augustus.
W kolejnym sezonie wraz z Mercury zdobyła mistrzostwo WNBA, pokonując w Finałach Detroit Shock 3–2. Pondexter została wybrana najlepszą zawodniczką Finałów. W sezonie 2009 Pondexter została pierwszą zawodniczką w historii WNBA, która trzy razy z rzędu została wybrana zawodniczką tygodnia. Phoenix po raz drugi w ciągu trzech lat zdobyły mistrzostwo ligi, pokonując w finale Indianę Fever 3–2.
W marcu 2010 Pondexter została oddana w wymianie do New York Liberty. 18 lipca 2010, w przegranym po dogrywce meczu z Indianą Fever, Pondexter ustanowiła swój i klubowy rekord pod względem ilości zdobytych punktów, uzyskując ich 40. W 2011 została wybrana w głosowaniu fanów jako jedna z 15 najlepszych koszykarek w historii WNBA.

### Europa
Pondexter od sezonu 2006/07 występowała w tureckim klubie Fenerbahçe SK. W pierwszym sezonie doszła z tym zespołem do ćwierćfinałów Euroligi. W pierwszym meczu ćwierćwfinałowym trafiła rzut, który dał jej drużynie zwycięstwo. Fenerbahçe przegrało jednak dwa kolejne spotkania i odpadło z turnieju. Po sezonie Pondexter wzięła udział w Meczu Gwiazd, Europa vs. Reszta Świata i została wybrana jego najlepszą zawodniczką. W pierwszym sezonie z Fenerbahçe wygrała mistrzostwo Turcji, Puchar Turcji i Puchar Prezydenta.
W następnym sezonie (2007/08) koszykarki Fenerbahçe ponownie przegrały w ćwierćfinałach i nie awansowało do Final Four Euroligi Kobiet. Pondexter ze średnią 22,1 punktu na mecz zakończyła sezon na trzecim miejscu pod względem zdobywanych punktów. Ponownie zdobyła mistrzostwo Turcji.
Przed sezonem 2008/09 podpisała kontrakt z klubem UMMC Jekaterynburg. Grała w tym klubie do grudnia 2011. W tym czasie trzykrotnie zwyciężała z tym klubem w rozgrywkach ligi rosyjskiej. W trzech kolejnych sezonach (2009–2011) koszykarki z Jekaterynburga zajmowały też trzecie miejsce w Eurolidze.
2 stycznia 2012 ponownie podpisała kontrakt z Fenerbahçe. W sezonach 2012/13 i 2013/14 Pondexter dochodziła z tym zespołem do finału Euroligi. W 2013 turecki zespół przegrał z poprzednim zespołem Pondexter, UMMC Jekaterynburg, a w 2014 z Galatasaray SK. W 2013 klub ponownie zdobył mistrzostwo Turcji.

## Kariera reprezentacyjna
Pondexter po raz pierwszy wystąpiła w reprezentacji Stanów Zjednoczonych w 2000 roku, na Mistrzostwach Ameryk do lat 20. W zwycięskim dla Amerykanek turnieju zdobywała średnio 6,6 punktu na mecz. Rok później była w składzie reprezentacji na Mistrzostwa Świata do lat 19. W siedmiu meczach uzyskiwała średnio 11,0 punktu na mecz, a reprezentacja Stanów Zjednoczonych zakończyła mistrzostwa na trzecim miejscu.
W 2005 wraz z reprezentacją zdobyła złoto na Uniwersjadzie. 
W 2007 roku Amerykanki z Pondexter w składzie zdobyły złoty medal na Mistrzostwach Ameryk i zdobyły kwalifikację do turnieju olimpijskiego. Na igrzyskach w Pekinie zdobywała średnio 6,4 punktu na mecz, rzucając ze skutecznością 57,9% z pola i wraz z reprezentacją zdobyła złoty medal.